# Francesco del Giudice
Francesco del Giudice (ur. 7 grudnia 1647 w Neapolu, zm. 10 października 1725 w Rzymie) – włoski kardynał, pochodzący z Neapolu z rodu książąt Cellamare i Giovenazzo. W młodości był wicelegatem w Bolonii, gubernatorem Fano i Rzymu oraz wicekamerlingiem św. Kościoła Rzymskiego.
W 1690 papież Aleksander VIII mianował go kardynałem prezbiterem tytułu Santa Maria del Popolo, udzielając mu dyspensy od obowiązku posiadania niższych święceń kapłańskich. Odmówił promocji na stanowisko arcybiskupa Salerno w 1696, ale zaakceptował za zgodą Klemensa XI nominację stanowisko wicekróla królestwa Sycylii w 1701. Arcybiskup Monreale na Sycylii 1704–25 (zrezygnował krótko przed śmiercią). Wielki Inkwizytor Hiszpanii 1711–16, rezydował w tym czasie na Półwyspie Iberyjskim, odgrywając tam istotną rolę polityczną. W 1713 był kandydatem do arcybiskupstwa Toledo, wiążącego się z godnością prymasa Hiszpanii, ale jego kandydaturę zablokował Melchor de Mecanaz, jego wróg na dworze hiszpańskim. W 1714 utracił też łaskę króla Hiszpanii i w 1717 ostatecznie powrócił do Włoch. Kardynał biskup Palestriny (1717–21) i Frascati (1721–24). Sekretarz Rzymskiej Inkwizycji od 1719. Ambasador Austrii wobec Stolicy Apostolskiej 1719–20. Od 1724 biskup Ostia e Velletri i dziekan Kolegium Kardynalskiego. Przez ostatnie miesiące życia był też prefektem Kongregacji Kościelnych Immunitetów. Protektor Hiszpanii oraz królestwa Sycylii i Neapolu. Zmarł w Rzymie.
Był on jedynym w historii inkwizytorem stojącym na czele zarówno Inkwizycji hiszpańskiej (1711–16), jak i Inkwizycji rzymskiej (1719–25).